# Красняк золотомушковий
Красняк золотомушковий (Prionochilus maculatus) — вид горобцеподібних птахів родини квіткоїдових (Dicaeidae).

## Поширення
Вид поширений на Суматрі, Калімантані і Малайському півострові. Його природні місця проживання — субтропічні або тропічні вологі низовинні ліси та субтропічні або тропічні вологі гірські ліси.

## Опис
Дрібний птах, завдовжки 10 см і вагою від 7,5 до 12 грамів. Голова оливково-зелена, крила темніші. На оливково-зеленому  череві є біла та жовта смужки. Дзьоб темного кольору. Оперення молодого птаха блідіше, а дзьоб рожевий.

## Підвиди
Містить чотири підвиди:
- Prionochilus maculatus maculatus (Temminck) 1836 — мешкає на Суматрі та Борнео.
- Prionochilus maculatus natunensis (Chasen) 1935 — острови Натуна.
- Prionochilus maculatus oblitus (Mayr) 1938 — мешкає в Таїланді та Малайзії.
- Prionochilus maculatus septentrionalis Robinson & Kloss 1921 — поширений на півдні М'янми і Таїланду.